# Adalberto I d'Ivrea
Adalberto I (870 circa – 929) è stato un marchese d'Ivrea dal 896/900 alla morte, e conte di Parma intorno al 921.

## Biografia
Adalberto era figlio di Anscario I, e gli successe nella marca alla sua morte.
Adalberto di sposò due volte: dapprima con Gisla, figlia di Berengario del Friuli della stirpe degli Unrochingi e successivamente con Ermengarda, figlia del marchese di Toscana Adalberto II il Ricco della stirpe dei Bonifaci.
Con Adalberto, compare per la prima volta la definizione del titolo marchionale, in un documento del 28 febbraio 926, in cui si legge: Ego Adalberto gratia dei humilis marchio hic in Italia.
In un documento di donazione del Castelvecchio di Asti nel 924 da parte di re Rodolfo II di Borgogna verso il visconte Autberto, compaiono come "intervenienti" Ermengarda ed i figli di Adalberto, Berengario ed Anscario, che in quel frangente sono definiti "incliti comites". Questo lascia supporre, che i due nobili fossero insigniti di qualche comitato minore.
Alcuni studiosi suppongono che Anscario II reggesse il comitato di Asti e Berengario quello di Torino.
Adalberto, dopo il matrimonio con Ermengarda, guidò un movimento avverso a Berengario con lo scopo di rovesciarlo e mettere al suo posto Rodolfo di Borgogna.

## Matrimonio e figli
Sposò, attorno al 903, Gisla, figlia di Berengario del Friuli della stirpe degli Unrochingi e di Bertila, della stirpe dei Supponidi. Essi ebbero:
- Berengario II d'Ivrea, marchese d'Ivrea dal 936 al 950 e re d'Italia dal 950 al 961;

Adalberto sposò in seconde nozze, attorno al 914, Ermengarda, figlia del marchese di Toscana Adalberto II il Ricco della stirpe dei Bonifaci, e di Berta di Lotaringia, figlia terzogenita del re di Lotaringia della stirpe Carolingia Lotario II e della seconda moglie, Waldrada. Essi ebbero:
- Anscario II, marchese d'Ivrea dal 929 circa al 936 circa e duca di Spoleto dal 936 alla morte  nel 940.